# Presque Isle (Wisconsin)
Presque Isle es un municipio situado en el condado de Vilas, Wisconsin, Estados Unidos. Tiene una población estimada, a mediados de 2023, de 839 habitantes.

## Geografía
La localidad está ubicada en las coordenadas 46°12′18″N 89°41′08″O / 46.20500, -89.68556 (46.204959, -89.685681). Según la Oficina del Censo, tiene una superficie total de 201.5 km², de los cuales 156.8 km² corresponden a tierra firme y 41.7 km² están cubiertos de agua.

## Demografía
Según el censo de 2020, en ese momento había 805 personas residiendo en la localidad. La densidad de población era de 5.1 hab./km². El 96.6% de los habitantes eran blancos, el 0.5% eran amerindios, el 0.4% eran asiáticos, el 0.5% eran de otras razas y el 2.0% eran de una mezcla de razas. Del total de la población, el 1.9% eran hispanos o latinos de cualquier raza.